# Huťská hora
Huťská hora är ett berg i Tjeckien.   Det ligger i regionen Plzeň, i den sydvästra delen av landet, 130 km sydväst om huvudstaden Prag. Toppen på Huťská hora är 1 187 meter över havet, eller 133 meter över den omgivande terrängen. Bredden vid basen är 7,0 km. Huťská hora ingår i Šumava.
Terrängen runt Huťská hora är huvudsakligen kuperad, men söderut är den platt.Runt Huťská hora är det ganska glesbefolkat, med 28 invånare per kvadratkilometer. Närmaste större samhälle är Sušice, 15,8 km norr om Huťská hora. I omgivningarna runt Huťská hora växer i huvudsak barrskog.